# Свети Йоан Предтеча (Бистрица)
„Свети Йоан Предтеча“ е българска възрожденска църква в горноджумайското село Бистрица, България, част от Неврокопската епархия на Българската православна църква.

## История
Намира се в махалата Дъбово. Църквата е построена в 1872 година. Ктиторка на храма е баба Дача. По време на репресиите след Горноджумайското въстание храмът е осквернен и превърнат в яхър. Спорд зографския надпис стенописите са дело на майсторите от Банската художествена школа Михалко Голев и Димитър Сирлещов и са рисувани в 1882 – 1883 година.